# Fatimatou Abdel Malick

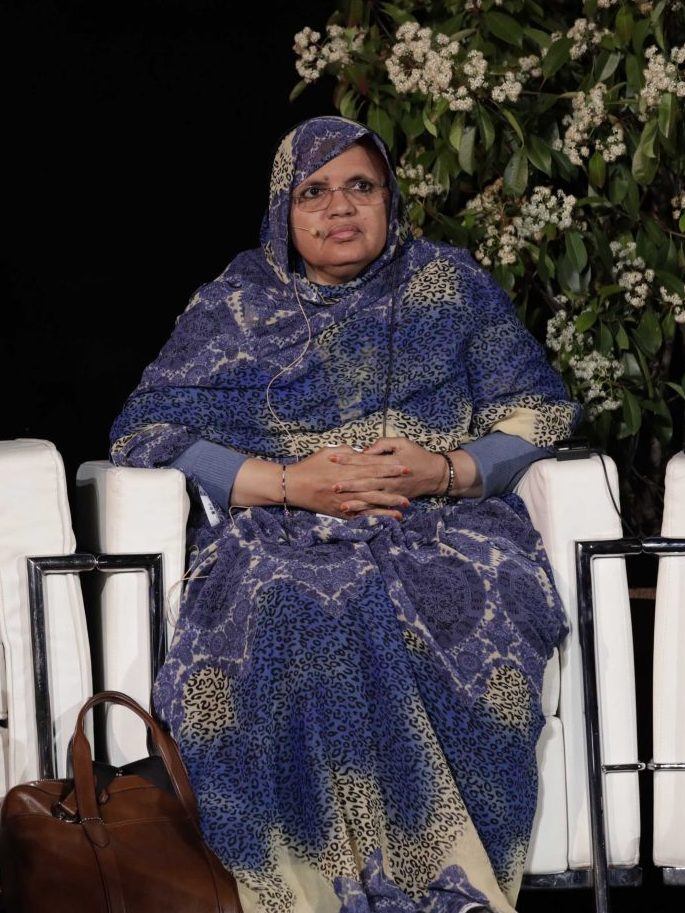
Fatimetou Abdel Malick beim Foro Mundial sobre las Violencias Urbanas, Madrid 2017.

Fatimatou Mint Abdel Malick (arabisch فاطمة بنت عبد المالك, DMG Fāṭima bt. ʿAbd al-Mālik, geb. 1958 in Tamchekett) ist eine mauretanische Politikerin, die seit 2001 Bürgermeisterin von Tevragh-Zeina ist. Sie war die erste Frau in Mauretanien, die Bürgermeisterin wurde. Von 2012 bis 2015 war sie Präsidentin des The Network for Locally Elected Women of Africa (REFELA).

## Leben

### Jugend und Ausbildung
Abdel Malik wurde 1958 in Tamchekett geboren, wo ihr Vater Beamter war. Sie studierte Informatik (computer science) in Louvain-la-Neuve, Belgien.

### Karriere
Abdel Malik betrieb eine Firma für Computerdienstleistungen, MINFE, in Nouakchott, bevor sie als Netzwerk-Administratorin für die Habitat Bank arbeitete. Später arbeitete sie im Ministerium für Stadtplanung und bei Habitat bevor sie für das Büro des Premierministers vorgeschlagen wurde.
2001 wurde Abdel Malick angefragt, ob sie das Kommunalbüro der Parti républicain démocratique pour le renouvellement (PRDR; الحزب الجمهوري للديموقراطية والتجديد‎) leiten könnte und wurde dann als Bürgermeisterin von Tevragh-Zeina gewählt, einer von neun Kommunen der Nouakchott Urban Community. Sie war die erste Frau, die in Mauretanien als Bürgermeisterin amtierte. Sie hat die Schulbildung verbessert, speziell für Mädchen, und die Verwaltung reformiert. Sie wurde 2006, 2011 und 2015 wiedergewählt.
Im Jahr 2012 übernahm Abdel Malick die Präsidentschaft des Réseau des Femmes Élues Locales d'Afrique (REFELA) und wurde in diesem Amt im Dezember 2015 abgelöst von Célestine Ketcha Courtès. Das Netzwerk war im März 2011 in Tanger gegründet worden. Es bringt Frauen zusammen, die in lokalen Regierungspositionen stehen. Abdel Malick reiste durch ganz Mauretanien um Frauen zu unterstützen, die für öffentliche Ämter kandidierten und konnte erleben, dass fünf weitere Frauen ebenfalls Bürgermeisterin wurden, inklusive Maty Mint Hamady, die Bürgermeisterin von Nouakchott.

### Familie
Abdel Malick ist alleinerziehende Mutter von drei Kindern.

## Ehrungen
- United Nations International Strategy for Disaster Reduction „Champion for Resilience“ 2013.
- Knight of Honour der Republik Kongo 2013.
- Food and Agriculture Organization FAO Medal 2015.[2]